# Metalopha plusina
Metalopha plusina är en fjärilsart som beskrevs av Otto Staudinger 1891. Metalopha plusina ingår i släktet Metalopha och familjen nattflyn. Inga underarter finns listade i Catalogue of Life.